# Angka
Angka (auch Angkar; Khmer អង្គការ [ʔɑŋkaː], deutsch „Organisation“) als Kurzform von Angka padevat (អង្គការបដិវត្តន៍ [ʔɑŋkaː paʔdeʔvoat] „revolutionäre Organisation“) war zur Zeit der Roten Khmer in Kambodscha eine allumfassende Bezeichnung, hinter der sich die Kommunistische Partei Kampucheas und damit die Roten Khmer und ihr Führer Pol Pot verbargen.
Angka („die Organisation“) wurde als Frontorganisation für die anfangs in vollständiger Geheimhaltung agierende Kommunistische Partei Kambodschas benutzt. Diese Vorspiegelung einer anonymen Organisation war Teil der umfassenden Geheimhaltung, derer sich die Kommunisten in Kambodscha bedienten. Erst in einer Rede vom 27. September 1977, also zweieinhalb Jahre nach Machtübernahme und Ausrufung des Demokratischen Kampuchea, gab Pol Pot zu, dass sich hinter Angka die Kommunistische Partei verbarg.
Während des Genozids in Kambodscha nahm Angka die Bedeutung einer allgegenwärtigen mysteriösen Macht an, die stets zu äußerster Aufmerksamkeit und Vorsicht zwingt – sonst wurde man zum Feind von Angka.